# Vincenzo Maria Farano
Vincenzo Maria Farano (Trani, 21 luglio 1921 – Formia, 17 gennaio 2008) è stato un arcivescovo cattolico italiano.

## Biografia
Nato a Trani nell'allora diocesi di Trani-Bisceglie, fu ordinato presbitero il 3 giugno 1944.
Papa Paolo VI lo nominò pro-nunzio apostolico in Indonesia l'8 agosto 1973, assegnandogli la sede titolare di Civitanova.
Ricevette la consacrazione episcopale nella Basilica Vaticana il 30 settembre successivo per le mani del cardinale Jean-Marie Villot, segretario di Stato, co-consacranti gli arcivescovi (entrambi poi cardinali) Giovanni Benelli, sostituto per gli Affari Generali della Segreteria di Stato, e Duraisamy Simon Lourdusamy, segretario della Congregazione per l'evangelizzazione dei popoli.
Il 25 agosto 1979 papa Giovanni Paolo II lo nominò nunzio apostolico in Ecuador.
Il 14 agosto 1986 lo stesso Papa lo nominò arcivescovo di Gaeta.
Il 25 giugno 1989 ospitò in diocesi il Papa nel corso di un'intensa visita pastorale che egli stesso aveva contribuito ad organizzare. La visita interessò Gaeta, Itri e Formia in mattinata e nuovamente Gaeta nel pomeriggio, ove Farano concelebrò una messa con il Sommo Pontefice nel campo sportivo "Riciniello".
Rimase in carica fino al 12 febbraio 1997, quando il Papa accolse la sua rinuncia al governo apostolico dell'arcidiocesi.
Morì a Formia il 17 gennaio 2008.

## Genealogia episcopale e successione apostolica
La genealogia episcopale è:
- Cardinale Scipione Rebiba
- Cardinale Giulio Antonio Santori
- Cardinale Girolamo Bernerio, O.P.
- Arcivescovo Galeazzo Sanvitale
- Cardinale Ludovico Ludovisi
- Cardinale Luigi Caetani
- Cardinale Ulderico Carpegna
- Cardinale Paluzzo Paluzzi Altieri degli Albertoni
- Papa Benedetto XIII
- Papa Benedetto XIV
- Papa Clemente XIII
- Cardinale Giovanni Francesco Albani
- Cardinale Carlo Rezzonico
- Cardinale Antonio Dugnani
- Arcivescovo Jean-Charles de Coucy
- Cardinale Gustave-Maximilien-Juste de Croÿ-Solre
- Vescovo Charles de Forbin-Janson
- Cardinale François-Auguste-Ferdinand Donnet
- Vescovo Charles-Emile Freppel
- Cardinale Louis-Henri-Joseph Luçon
- Cardinale Charles-Henri-Joseph Binet
- Cardinale Maurice Feltin
- Cardinale Jean-Marie Villot
- Arcivescovo Vincenzo Maria Farano

La successione apostolica è:
- Vescovo Teodoro Luis Arroyo Robelly (1981)
- Vescovo Serafín Luis Alberto Cartagena Ocaña (1983)